# سالن ورزشی کماندار
ورزشگاه کماندار یک سالن ورزشی سرپوشیده، نمایشی و نمایشگاهی در شهر بیدگوشچ، لهستان است. این ورزشگاه عمدتاً برای والیبال و بسکتبال استفاده می‌شود و همچنین به‌طور منظم میزبان جلسات دوومیدانی داخل سالن است.
این نام به یاد نشانه شهر، مجسمه کماندار نامگذاری شده‌است.

## مناسبت‌ها
از سال ۲۰۰۳ ، ورزشگاه میزبان چندین مسابقه لیگ جهانی FIVB (والیبال مردان) بود. اخیراً نیز تیم ملی هندبال لهستان مسابقات خود را در این سالن انجام می‌دهد.

## تصاویر

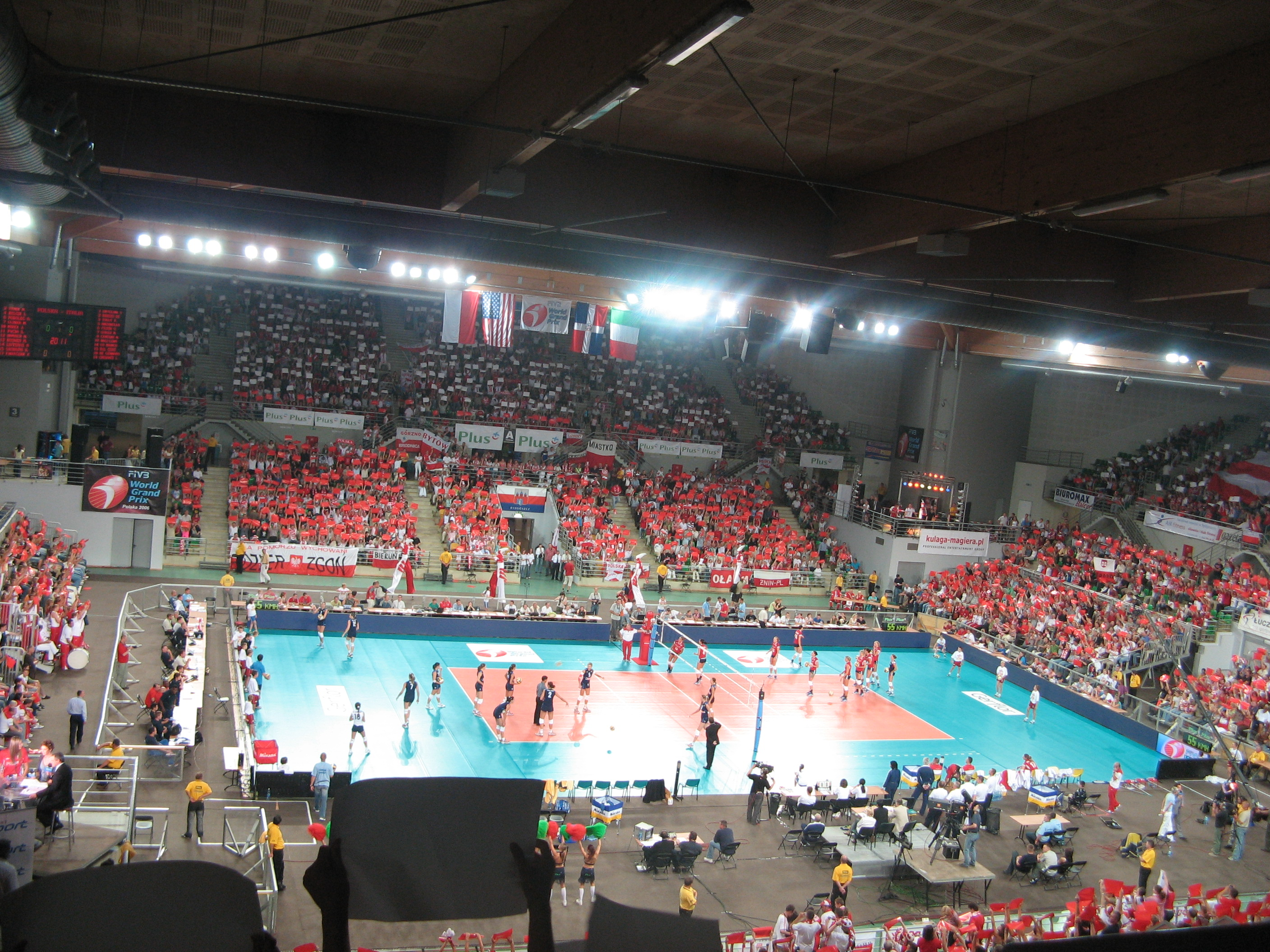
نمای داخل سالن
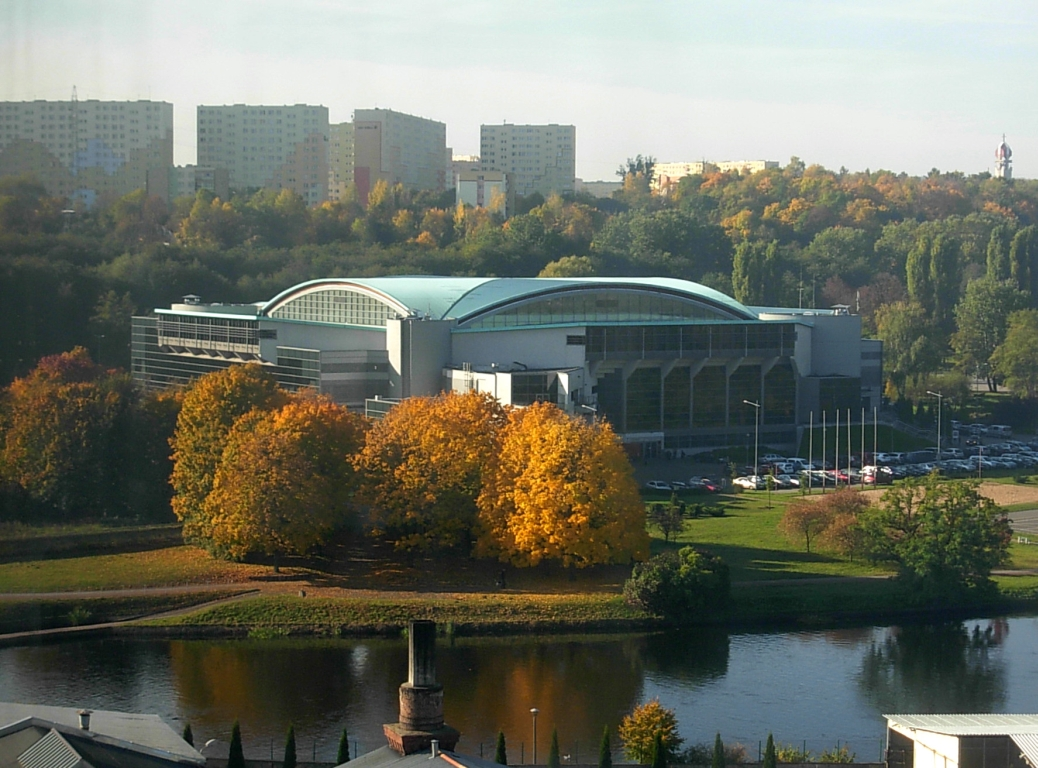
نمای بیرونی از ورزشگاه